# Chim sâu hông vàng
Chim sâu hông vàng (danh pháp hai phần: Dicaeum aureolimbatum) là một loài chim lá thuộc chi Dicaeum trong họ Chim sâu. Loài này phân bố ở.